# Budai László (labdarúgó, 1928)
Budai László, Bednarik (Rákospalota, 1928. július 19. – Budapest, 1983. július 2.) olimpiai bajnok magyar labdarúgó, edző, az Aranycsapat kiemelkedő jobbszélsője volt, 39 válogatott mérkőzésen tíz gólt rúgott. A sportsajtóban Budai II néven ismert, beceneve Púpos volt.
Katonatiszt volt, a pályán Kocsissal vakon megértették egymást. Játszott a londoni "évszázad mérkőzésén" is, tagja volt a helsinki olimpia bajnok csapatának és a svájci világbajnokságon ezüstérmes együttesének. Az FTC-vel és a Honvéddel ötször hódította el a magyar bajnoki cimet és egyszer a Mitrópa kupát is. Rákospalotán nyugszik. A REAC stadionja az ő nevét viseli.

## Pályafutása

### Játékosként
1948-ban került a Ferencvároshoz. Tagja volt az 50 éves jubileumi bajnokcsapatnak 1949-ben. A Fradiban összesen 84 mérkőzésen szerepelt, ebből 60 bajnoki, 15 nemzetközi, 9 hazai díjmérkőzés volt. Ezeken 37 gólt szerzett (25 bajnoki, 12 egyéb). 1950-ben Kocsis Sándorral együtt a kommunista sportpolitika nyomására kényszerből az akkor kialakítandó elitcsapathoz a Bp. Honvédhoz kellett igazolnia. A nevében szereplő római II.-est is a Honvédban kapta, mert a csapatban akkor már (1946 óta) játszott egy Budai László nevű labdarúgó.
1960-ban egy motorkerékpár elütötte és szárkapocscsont-törést szenvedett.

### A válogatottban
A válogatottban 1949. május 8-án mutatkozott be egy osztrákok elleni 6–1-es siker alkalmával, ugyanezen meccsen debütált Czibor Zoltán is a válogatottban. Összesen 39-szer öltötte magára a címeres mezt és 10 gólt szerzett.
1950. június 4-én Varsóban Lengyelország ellen négyszer talált az ellenfél hálójába, a mérkőzést 5–2-re nyertük meg. Érdekesség, hogy ezután két teljes évig nem szerepelt a válogatottban.
A helsinki olimpián egyszer lépett pályára, tagja volt a legendás londoni 6–3-nak, a svájci világbajnokságon két mérkőzésen szerepelt - Dél-Korea és Uruguay ellen.

## Sikerei, díjai

### Klubcsapatokban
Ferencváros
- Magyar bajnokság
  - Bajnok: 1948-1949

 Bp. Honvéd
- Magyar bajnokság
  - bajnok: 1950-ősz, 1952, 1954, 1955

### A válogatottal
- olimpiai bajnok: 1952, Helsinki
- világbajnoki ezüstérmes: 1954, Svájc
- A Magyar Népköztársaság kiváló sportolója (1951)[4]
- Munka Érdemrend (1953)[5]
- A Magyar Népköztársaság Érdemes Sportolója (1954)[6]

## Statisztika

### Mérkőzései a válogatottban
| Magyarország | Magyarország         | Magyarország                     | Magyarország  | Magyarország | Magyarország  | Magyarország       | Magyarország | Magyarország    |
| #            | Dátum                | Helyszín                         | Hazai         | Eredmény     | Vendég        | Kiírás             | Gólok        | Esemény         |
| ------------ | -------------------- | -------------------------------- | ------------- | ------------ | ------------- | ------------------ | ------------ | --------------- |
| 1.           | 1949. május 8.       | Újpest, Megyeri úti stadion      | Magyarország  | 6 – 1        | Ausztria      | Európa-kupa        | -            |                 |
| 2.           | 1949. június 12.     | Újpest, Megyeri úti stadion      | Magyarország  | 1 – 1        | Olaszország   | Európa-kupa        | -            |                 |
| 3.           | 1949. június 19.     | Stockholm, Råsunda Stadion       | Svédország    | 2 – 2        | Magyarország  | barátságos         | 1            | 26'             |
| 4.           | 1949. október 16.    | Bécs, Práter stadion             | Ausztria      | 3 – 4        | Magyarország  | barátságos         | -            | 73'             |
| 5.           | 1949. október 30.    | Újpest, Megyeri úti stadion      | Magyarország  | 5 – 0        | Bulgária      | barátságos         | 1            | 57'             |
| 6.           | 1949. november 20.   | Újpest, Megyeri úti stadion      | Magyarország  | 5 – 0        | Svédország    | barátságos         | -            |                 |
| 7.           | 1950. április 30.    | Budapest, Megyeri úti stadion    | Magyarország  | 5 – 0        | Csehszlovákia | barátságos         | -            |                 |
| 8.           | 1950. május 14.      | Bécs, Práter-stadion             | Ausztria      | 5 – 3        | Magyarország  | barátságos         | -            |                 |
| 9.           | 1950. június 4.      | Varsó                            | Lengyelország | 2 – 5        | Magyarország  | barátságos         | 4            | 33' 52' 60' 65' |
| 10.          | 1952. június 15.     | Varsó, CWKS-stadion              | Lengyelország | 1 – 5        | Magyarország  | barátságos         | -            |                 |
| 11.          | 1952. június 22.     | Helsinki, Olimpiai Stadion       | Finnország    | 1 – 6        | Magyarország  | barátságos         | -            |                 |
| 12.          | 1952. július 15.     | Turku, Kupittaa stadion (FIN)    | Románia       | 1 – 2        | Magyarország  | olimpiai selejtező | -            |                 |
| 13.          | 1952. szeptember 20. | Bern, Wankdorf Stadion           | Svájc         | 2 – 4        | Magyarország  | Európa-kupa        | -            |                 |
| 14.          | 1953. április 26.    | Budapest, Megyeri úti stadion    | Magyarország  | 1 – 1        | Ausztria      | barátságos         | -            |                 |
| 15.          | 1953. május 17.      | Róma, Olimpiai Stadion           | Olaszország   | 0 – 3        | Magyarország  | Európa-kupa        | -            |                 |
| 16.          | 1953. július 5.      | Stockholm, Råsunda Stadion       | Svédország    | 2 – 4        | Magyarország  | barátságos         | 1            | 46' 53'         |
| 17.          | 1953. október 11.    | Bécs, Práter-stadion             | Ausztria      | 2 – 3        | Magyarország  | barátságos         | -            |                 |
| 18.          | 1953. november 15.   | Budapest, Népstadion             | Magyarország  | 2 – 2        | Svédország    | barátságos         | -            |                 |
| 19.          | 1953. november 25.   | London, Wembley Stadion          | Anglia        | 3 – 6        | Magyarország  | barátságos         | -            |                 |
| 20.          | 1954. február 12.    | Kairó                            | Egyiptom      | 0 – 3        | Magyarország  | barátságos         | -            |                 |
| 21.          | 1954. április 11.    | Bécs, Práter-stadion             | Ausztria      | 0 – 1        | Magyarország  | barátságos         | -            |                 |
| 22.          | 1954. június 17.     | Zürich, Hardturm stadion (SUI)   | Magyarország  | 9 – 0        | Dél-Korea     | vb-csoportkör      | -            |                 |
| 23.          | 1954. június 30.     | Lausanne, Olimpiai Stadion (SUI) | Magyarország  | 4 – 2        | Uruguay       | vb-elődöntő        | -            |                 |
| 24.          | 1954. szeptember 19. | Budapest, Népstadion             | Magyarország  | 5 – 1        | Románia       | barátságos         | 1            | 68'             |
| 25.          | 1954. szeptember 26. | Moszkva, Dinamo-stadion          | Szovjetunió   | 1 – 1        | Magyarország  | barátságos         | -            |                 |
| 26.          | 1956. április 29.    | Budapest, Népstadion             | Magyarország  | 2 – 2        | Jugoszlávia   | Európa-kupa        | -            |                 |
| 27.          | 1956. május 20.      | Budapest, Népstadion             | Magyarország  | 2 – 4        | Csehszlovákia | Európa-kupa        | -            |                 |
| 28.          | 1956. június 3.      | Brüsszel, Heysel Stadion         | Belgium       | 5 – 4        | Magyarország  | barátságos         | 1            | 88'             |
| 29.          | 1956. június 9.      | Lisszabon, Luz Stadion           | Portugália    | 2 – 2        | Magyarország  | barátságos         | -            |                 |
| 30.          | 1956. július 15.     | Budapest, Népstadion             | Magyarország  | 4 – 1        | Lengyelország | barátságos         | -            |                 |
| 31.          | 1958. május 7.       | Glasgow, Hampden Park            | Skócia        | 1 – 1        | Magyarország  | barátságos         | -            |                 |
| 32.          | 1958. június 15.     | Sandviken, Jernvallen (SWE)      | Magyarország  | 4 – 0        | Mexikó        | vb-csoportkör      | -            |                 |
| 33.          | 1958. június 17.     | Stockholm, Råsunda Stadion (SWE) | Wales         | 2 – 1        | Magyarország  | vb-csoportkör      | -            |                 |
| 34.          | 1958. szeptember 14. | Chorzów, Stadion Śląski          | Lengyelország | 1 – 3        | Magyarország  | barátságos         | 1            | 67'             |
| 35.          | 1958. szeptember 28. | Moszkva, Lenin-stadion           | Szovjetunió   | 3 – 1        | Magyarország  | NEK-selejtező      | -            |                 |
| 36.          | 1958. október 5.     | Zágráb, Makszimir-stadion        | Jugoszlávia   | 4 – 4        | Magyarország  | barátságos         | -            |                 |
| 37.          | 1958. október 26.    | Bukarest, Augusztus 23. Stadion  | Románia       | 1 – 2        | Magyarország  | barátságos         | -            |                 |
| 38.          | 1959. április 19.    | Budapest, Népstadion             | Magyarország  | 4 – 0        | Jugoszlávia   | barátságos         | -            |                 |
| 39.          | 1959. május 1.       | Drezda, Hans Meyer Stadion       | NDK           | 0 – 1        | Magyarország  | barátságos         | -            |                 |
|              | Összesen             |                                  |               | 39           | mérkőzés      |                    | 10           | gól             |

## Emlékezete
- Tiszteletére a Rákospalotai EAC stadionját Budai II László Stadionnak nevezik.
- 2011 november 25-én a londoni 6:3-as győzelem évfordulóján MÁV 470 010-4 számú Siemens Taurus mozdonyára az Aranycsapat tagjaként Budai László is felkerült. A vállalat így állított a legendás csapatnak emléket.[7]
- Alakja felbukkan (említés szintjén) Kondor Vilmos magyar író Budapest novemberben című bűnügyi regényében.